# Всё её вина
«Всё её вина» (англ. All Her Fault) — будущий американский телесериал с Сарой Снук в главной роли, премьера состоится в онлайн-кинотеатре Peacock. Экранизация одноимённого романа Андреа Мары.

## Сюжет
Собираясь забрать с детского праздника своего сына Майло, Марисса Ирвин обнаруживает, что он пропал без вести.

## В ролях
- Сара Снук — Марисса Ирвин
- Джейк Лэси — Питер
- София Лиллис — Кэрри
- Майкл Пенья — детектив Макконвилл
- Дакота Фэннинг — Дженни
- Эбби Эллиотт — Лия
- Джей Эллис — Колин
- Томас Кокерель — Ричи

## Производство
Сценаристом, создателем и исполнительным продюсером сериала стала Меган Галлахер. В основу сценария сериала положен одноимённый роман-бестселлер Андреа Мары, которая стала ассоциированным продюсером. Сара Снук получила главную роль и также стала исполнительным продюсером. Производством сериала занимается компания Universal International Studios.
Режиссёром и исполнительным продюсером стала Минки Спиро. Другие исполнительные продюсеры — Найджел Марчант, Гарет Ним и Джоанна Стревенс от Carnival Films, Дженнифер Габлер Роулингс и Кристин А. Сакани. Продюсер сериала — Терри Гулд.
24 июля 2024 года к актёрскому составу присоединились Джейк Лэси, София Лиллис и Майкл Пенья. В августе 2024 года Дакота Фэннинг, Эбби Эллиотт, Джей Эллис и Томас Кокерель также вошли в актёрский состав.
Съёмки проходили в Мельбурне в августе 2024 года.